# Sotczemwyw
Sotczemwyw (ros. Сотчемвыв) – wieś (dieriewnia) w Rosji, w Republice Komi, w rejonie syktywdińskim. W 2021 liczyła 190 mieszkańców.